# Liste der Kulturgüter von nationaler Bedeutung im Kanton Zug
Diese Liste enthält alle national bedeutenden Kulturgüter (A-Objekte, geregelt in KGSV) im Kanton Zug, die in der Ausgabe 2009 (Stand: 1. Januar 2018) des Schweizerischen Inventars der Kulturgüter von nationaler und regionaler Bedeutung vermerkt sind. Sie ist nach politischen Gemeinden sortiert; enthalten sind 16 Einzelbauten, zehn Sammlungen und fünf archäologische Fundstellen.

## Abkürzungen
- A: Archäologie
- Arch: Archiv
- B: Bibliothek
- E: Einzelobjekt
- M: Museum
- O: Mehrteiliges Objekt

## Inventar nach Gemeinde

### Baar
| KGS-Nr. | Foto | Objektbezeichnung                                       | Typ | Adresse  | Koordinaten     |
| ------- | ---- | ------------------------------------------------------- | --- | -------- | --------------- |
| 07232   |      | Baarburg (prähistorisch-mittelalterliche Höhensiedlung) | A   |          | 684500 / 228799 |
| 10369   |      | Wohnhaus Nr. 196a                                       | E   | Sennweid | 682522 / 228344 |

### Cham
| KGS-Nr. | Foto | Objektbezeichnung                                                | Typ | Adresse               | Koordinaten     |
| ------- | ---- | ---------------------------------------------------------------- | --- | --------------------- | --------------- |
| 07244   |      | Kirche und Kloster der Zisterzienserinnenabtei (Gebäudeensemble) | O   | Hagendorn, Frauenthal | 674638 / 229626 |
| 07245   |      | Ziegelhütte                                                      | O   | Meienberg             | 674770 / 227664 |
| 07253   |      | Katholische Kirche St. Jakob                                     | E   | Kirchbühl             | 677380 / 225879 |
| 07257   |      | Schloss St. Andreas                                              | O   | St. Andreas 1         | 677895 / 225829 |
| 10370   |      | Stallscheune Nr. 110b                                            | E   | Fildernweg 3          | 676350 / 227174 |
| 10371   |      | Wohnhaus Nr. 49a                                                 | E   | Bibersee 2            | 678205 / 228769 |

### Hünenberg
| KGS-Nr. | Foto | Objektbezeichnung               | Typ | Adresse      | Koordinaten     |
| ------- | ---- | ------------------------------- | --- | ------------ | --------------- |
| 07262   |      | Katholische Kirche St. Wolfgang | E   | St. Wolfgang | 674980 / 226698 |

### Zug
| KGS-Nr. | Foto | Objektbezeichnung | Typ  | Adresse             | Koordinaten     |
| ------- | ---- | --- | ---- | ------------------- | --------------- |
| 07325   |      | Burg | E    | Kirchenstrasse 11   | 681744 / 224351 |
| 07326   |      | Katholische Kirche St. Oswald mit Beinhaus                                                                                              | O    | St.-Oswalds-Gasse   | 681685 / 224366 |
| 07328   |      | Spätbronzezeitliche Seeufersiedlung | A    | Sumpf               | 678800 / 226299 |
| 07330   |      | Zurlaubenhof | O    | Hofstrasse 5        | 681747 / 224010 |
| 08558   |      | Kunsthaus Zug | M    | Dorfstrasse 27      | 681790 / 224335 |
| 08560   |      | Museum in der Burg | M    | Kirchenstrasse 11   | 681744 / 224351 |
| 08595   |      | Museum für Urgeschichte(n) | M    | Hofstrasse 15       | 681672 / 223795 |
| 08796   |      | Staatsarchiv Zug | Arch | Aabachstrasse 5     | 681286 / 225380 |
| 08891   |      | Bürgerarchiv Zug | Arch | Unter Altstadt 1    | 681588 / 224458 |
| 08954   |      | Archiv für Bauernhausforschung | Arch | Hofstrasse 15       | 681672 / 223795 |
| 09317   |      | Pfarrbibliothek St. Michael | B    | St.-Oswalds-Gasse 5 | 681698 / 224403 |
| 09350   |      | Bibliothek des ehemaligen Kapuzinerklosters                                                                                             | B    | Kapuzinergässli 1   | 681789 / 224525 |
| 09518   |      | Lehrerseminar St. Michael | E    | Zugerbergstrasse 3a | 681881 / 224021 |
| 10372   |      | Stallscheune Rüschenhof (Nr. 424e) | E    | Rüschenhof          | 682611 / 225180 |
| 10373   |      | Wohnhaus Nr. 354a | E    | Otterswil           | 680604 / 220345 |
| 10413   |      | Stallscheune (Nr. 424d) | E    | Rüschenhof          | 682500 / 225224 |
| 10414   |      | Stadtbefestigung (Stadtmauer, Cheibenturm, Zytturm, Knopfliturm, Huwilerturm, Pulverturm, Kapuzinerturm, Schatzturm, Liebfrauenkapelle) | O    |                     | 681653 / 224459 |
| 10551   |      | Archiv des Amtes für Denkmalpflege und Archäologie                                                                                      | Arch | Hofstrasse 15       | 681672 / 223795 |
| 11704   |      | Jungsteinzeitliche Seeufersiedlung | A    | Riedmatt            | 679700 / 225699 |